# FrameNet
FrameNet ist ein Projekt, das im International Computer Science Institute (ICSI) in Berkeley beheimatet ist. Es wird ein elektronisches Online-Wörterbuch der englischen Sprache erstellt, welches auf semantischen Frames basiert. Ein semantisches Frame kann als ein Konzept mit einem Skript angesehen werden. Dieses beschreibt ein Objekt, einen Status oder ein Ereignis. Die lexikalische Datenbank des Projekts enthält um die 10.000 lexikalische Einheiten (Lexical Units) (Tupel von einem Wort und einer Bedeutung; polysemische Wörter werden durch verschiedene Lexical Units dargestellt), 800 semantische Frames und über 120.000 Beispielsätze.
FrameNet wurde vor allem von Charles J. "Chuck" Fillmore konzipiert.

## Konzept
Frames
Beispiele für Frame-Namen sind Being_born und Locative_relation. Neben dem Namen enthält ein Frame eine Textbeschreibung des Konzepts, das es darstellt.
Frame-Elemente
Jedes Frame hat eine Anzahl an Kern- und Rand-Frame-Elementen, welche als semantische Rollen gedacht werden können. Das einzige Kern-Frame-Element vom Frame Being_born wird Child genannt. Die Rand-Frame-Elemente sind in dem Fall Time, Place, Relatives etc.
Lexical Units
Neben dem Frame wird jede Lexical Unit mit einer Anzahl von Frame-Elementen über Annotations verbunden.
Realisierung
FrameNet bietet oberflächliche Daten über die syntaktische Rolle der Frame-Elemente. Im obigen Fall sind die Frame-Elemente Child und about AD 460 Nominalphrasen.
Valenzen
FrameNet legt die Statistik der Valenzen der Frames offen, die die Anzahl und die Position der Frame-Elemente innerhalb der Beispielsätze sind. Der Satz She was BORN about AD 460 fällt in das Valenzmuster NP Ext, INI --, NP Dep, was zwei Mal in den Beispielsätzen auftritt.
Beispielsätze
Frames sind mit Beispielsätzen verbunden und Frame-Elemente sind innerhalb der Sätze markiert. Der Satz She was BORN about AD 460 ist mit dem Frame Being_born verbunden, während She als Frame-Element Child und about AD 460 als Time markiert ist.